# Ейджа (порнографска актриса)
Ейджа (на английски: Aja) е артистичен псевдоним на американската порнографска актриса и режисьор на порнографски филми Барбара Тангей (Barbara Lynn  Tanguay), родена на 14 юли 1963 г. в Уестбрук, щата Мейн, САЩ.

## Награди
- 1989: AVN награда за най-добра нова звезда.[3]